# Mirko Vičević
Mirko Vičević (* 30. Juni 1968 in Kotor) ist ein ehemaliger jugoslawischer Wasserballspieler. Er gewann mit der jugoslawischen Nationalmannschaft eine olympische Goldmedaille und war zweimal Weltmeister sowie je einmal Europameister und Europameisterschaftszweiter.

## Karriere
Mirko Vičević gewann seine erste internationale Medaille 1986 bei der Weltmeisterschaft in Madrid. Dort besiegten die Jugoslawen die sowjetische Mannschaft im Halbfinale mit 9:8. Im Finale gewannen die Jugoslawen mit 12:11 gegen die italienische Mannschaft, wobei Vičević ein Tor beisteuerte. 1987 erkämpfte die jugoslawische Mannschaft eine Bronzemedaille bei der Universiade in Zagreb. Bei der Europameisterschaft 1987 in Straßburg gewann die Mannschaft aus der Sowjetunion mit sechs Siegen und einem Unentschieden vor den Jugoslawen mit fünf Siegen und zwei Unentschieden. Im Jahr darauf bei den Olympischen Spielen 1988 in Seoul gewannen die Jugoslawen ihre Vorrundengruppe trotz einer 6:7-Niederlage gegen die Mannschaft aus den Vereinigten Staaten. Nach einem 14:10 gegen Deutschland im Halbfinale trafen die Jugoslawen im Finale wieder auf das US-Team und gewannen diesmal mit 9:7. Vičević warf im Turnierverlauf drei Tore.
Anfang 1991 fand die Weltmeisterschaft in Perth statt. Die jugoslawische Mannschaft belegte mit drei Siegen den ersten Platz in der Vorrundengruppe und unterlag in der zweiten Runde der sowjetischen Mannschaft, besiegte aber die Italiener. Nach einem Halbfinalsieg gegen das US-Team trafen die Jugoslawen im Finale auf die Spanier und gewannen diesmal mit 8:7. Der letzte Auftritt der jugoslawischen Nationalmannschaft fand bei den Mittelmeerspielen in Athen statt. Es gewannen die Italiener vor den Jugoslawen. Während der Mittelmeerspiele in Athen erklärte das kroatische Parlament (Sabor) am 25. Juni 1991 die Unabhängigkeit Kroatiens von Jugoslawien. Im August 1991 trat Jugoslawien bei der Europameisterschaft in Athen an, tatsächlich war dies aber ein anderes Jugoslawien als bei den Mittelmeerspielen. Die Rest-Jugoslawen besiegten im Halbfinale die italienische Mannschaft und gewannen im Finale mit 11:10 über Spanien.
In den nächsten Jahren war Jugoslawien wegen der Jugoslawienkriege von vielen Sportveranstaltungen ausgeschlossen. Bei den Olympischen Spielen 1996 in Atlanta war die Nationalmannschaft von Serbien und Montenegro als jugoslawische Mannschaft dabei. Nach einem zweiten Platz hinter den Ungarn in der Vorrunde traf die Mannschaft im Viertelfinale auf die Kroaten und unterlag 6:8. In den Platzierungsspielen verlor die Mannschaft zweimal und belegte damit am Ende den achten Platz. Vičević erzielte 13 Turniertore, davon zwei im Viertelfinale.
Mirko Vičević spielte bis 1989 in Kotor beim VK Primorac, hier gewann er 1986 seinen ersten jugoslawischen Meistertitel. Nach zwei Jahren in Split war er in Italien und Spanien aktiv. 1992 war mit Rari Nantes Savona und 2003 mit Brixia Leonessa Nuoto italienischer Meister. 2007 beendete er seine Spielerlaufbahn und wurde Trainer. 2013 betreute er die montenegrinische Junioren-Nationalmannschaft beim Gewinn des Europameistertitels. 2020 wurde Mirko Vičević in die International Swimming Hall of Fame aufgenommen. Die tatsächliche Aufnahmezeremonie fiel 2020 wegen der COVID-19-Pandemie aus und wurde 2022 nachgeholt.